# Larkfield-Wikiup (Kalifornija)
Larkfield-Wikiup je naseljeno područje za statističke svrhe u američkoj saveznoj državi Kalifornija. Prema popisu stanovništva iz 2010. u njemu je živjelo 8.884 stanovnika.